# Jonathan Tehau
Jonathan Tehau (* 5. Januar 1988) ist ein ehemaliger tahitischer Fußballnationalspieler.

## Privates
Tehau ist der Bruder der Zwillinge Lorenzo und Alvin Tehau und Cousin von Teaonui Tehau, die ebenfalls für die Tahitische Fußballnationalmannschaft spielen.
Wie die meisten Mitglieder der tahitischen Fußballnationalmannschaft war auch Tehau kein Profifußballer; er verdient seinen Lebensunterhalt als Fahrer eines Lieferwagens in Papeete.
Am 17. Juni 2013 erzielte er beim Konföderationen-Pokal 2013 bei der 1:6-Niederlage gegen Nigeria das zwischenzeitliche 1:3 für Tahiti. Dieser Treffer war das erste Tor für Tahiti bei einem internationalen Turnier außerhalb Ozeaniens.

## Erfolge
- Fußball-Ozeanienmeisterschaft:

Sieg: 2012
- FIFA-Konföderationen-Pokal:

Teilnahme: 2013